# Académie nationale Sainte-Cécile

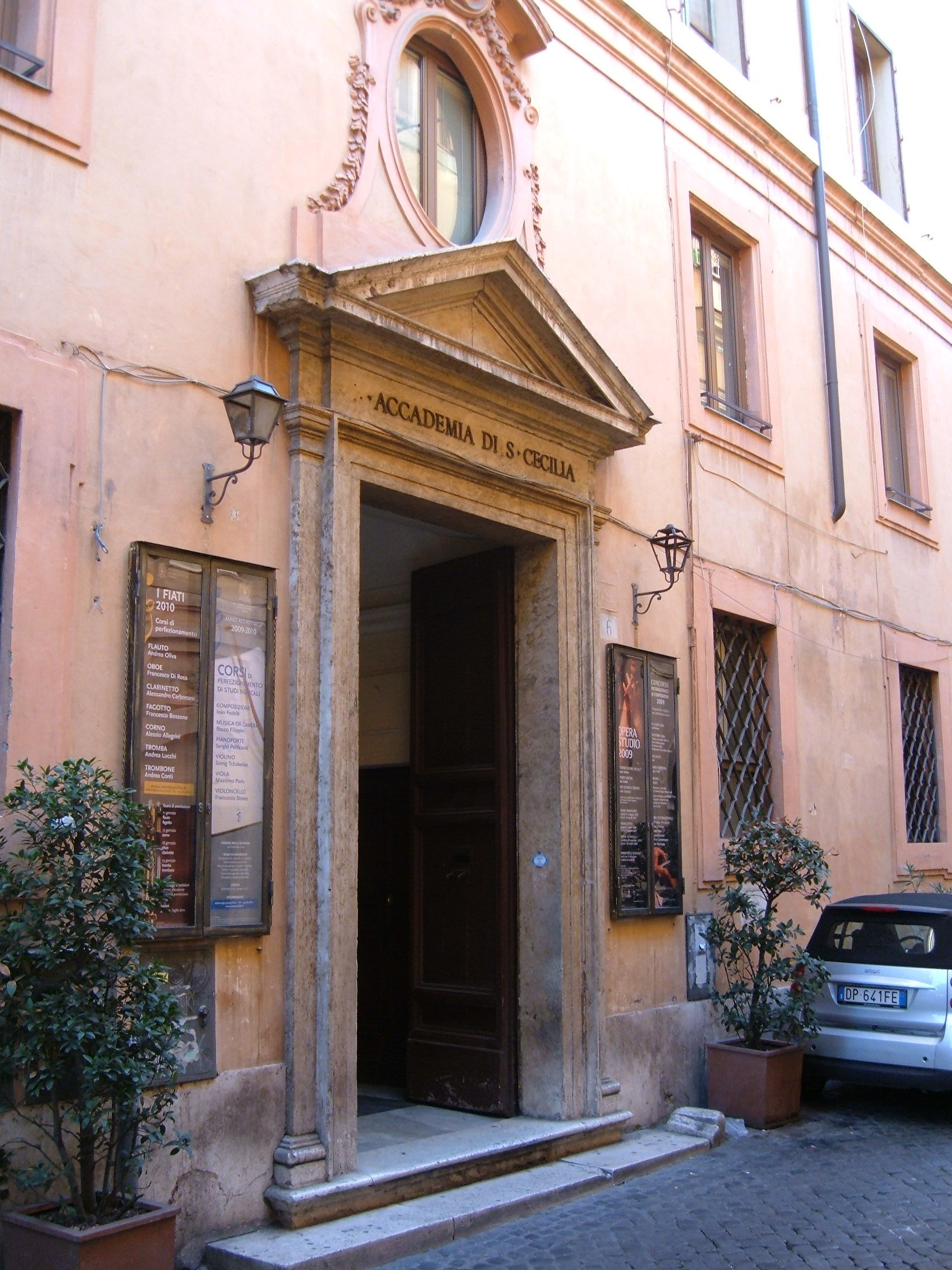
Entrée d'un des bâtiments de l'Académie (2009).

Pour les articles homonymes, voir Sainte-Cécile, Sainte Cécile et Cécile.
L'Académie nationale Sainte-Cécile, en italien Accademia Nazionale di Santa Cecilia, est une institution musicale italienne située à Rome en Italie. Créée en 1585 par la bulle papale Ratione congruit émise par Sixte V (Sixte-Quint), elle est l'une des plus anciennes sociétés musicales au monde. Elle gère depuis 1908, l'Orchestre de l'Académie nationale Sainte-Cécile.

## Histoire

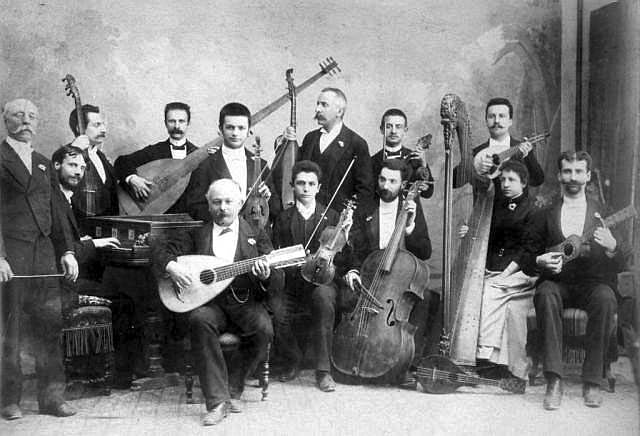
Musiciens de l'Académie posant avant le concert qu'ils ont donné au Palazzo Doria Pamphili, à Rome. Giuseppe Branzoli, assis au premier plan, tient un mandolone.

Fondée en 1585 sous l'appellation de Congregazione de' musici di Roma par le pape Sixte V en l'honneur de la patronne des musiciens Cécile de Rome, elle est hébergée jusqu'en 1622 dans l'église Sainte-Marie-des-Martyrs plus connue comme étant le Panthéon, puis dans l'église San Paolino alla Colonna (1622-1652), l'église Sainte-Cécile-du-Trastevere (1652-1661), l'église Saint-Nicolas-des-Césarini (1661-1663), l'église de la Madeleine (1663-1685), et l'église San Carlo ai Catinari en 1685. À sa fondation elle a accueilli en son sein Palestrina. Durant près de trois siècles elle fut, bien que créée par un pape, en rivalité avec la chapelle Sixtine quant à l'éducation et la promotion de musiciens et l'édition des œuvres. Cette lutte prit fin en 1870 avec la séparation de l'Église et de l'État en Italie.
Au XVIIe siècle, la congrégation connut sa période de rayonnement de la culture italienne avec la présence de grands compositeurs comme Arcangelo Corelli, Alessandro Scarlatti, Domenico Scarlatti et Niccolò Jommelli. En 1716, le pape Clément XI décrète que tous les musiciens exerçant à Rome doivent faire partie de la société. Durant la période de domination napoléonienne, la congrégation de Sainte-Cécile suspend son activité jusqu'en 1822. Après cette date, elle s'ouvre à d'autres disciplines artistiques (poésie, danse, lutherie…).
En 1838, la Congregazione di Santa Cecilia est proclamée Accademia puis Accademia Papale. Elle inclut alors dans ses membres les grands noms de la musique européenne comme Luigi Cherubini, Saverio Mercadante, Gaetano Donizetti, Rossini, Paganini, Daniel Auber, Liszt, Mendelssohn, Berlioz, Gounod et Giacomo Meyerbeer. La reine Victoria du Royaume-Uni en devient également membre honoraire. Avec l'unité italienne de 1870, l'académie poursuit ses missions et crée en 1895 son premier orchestre symphonique. S'y ajoute l'ouverture d'une bibliothèque, d'un musée des Instruments, et d'un lycée devenant un conservatoire de musique.
En 1908, l'Orchestre de l'Académie nationale Sainte-Cécile se place sous la direction de l'académie. Depuis novembre 2005, l'académie s'est transférée sur le site de l'Auditorium Parco della Musica construit en 2002 sur les plans de Renzo Piano.

## Structure
L'académie est constituée de 70 membres effectifs, essentiellement italiens, et de 30 membres honoraires issus du monde musical classique international.

### Membres effectifs de l'académie
Anna Caterina Antonacci, Claudio Abbado, Salvatore Accardo, Félix Ayo, Bruno Bartoletti, Cecilia Bartoli, Alberto Basso, Giorgio Battistelli, Piero Bellugi, Giulio Bertola, Massimo Bogianckino, Rodolfo Bonucci, Mario Bortolotto, Mario Brunello, Sylvano Bussotti, Bruno Cagli, Michele Campanella, Bruno Canino, Giacinto Caramia, Giovanni Carli Ballola, Aldo Ceccato, Riccardo Chailly, Aldo Clementi, Azio Corghi, Matteo D'Amico, Dario De Rosa, Claudio Desderi, Roberto De Simone, Piero Farulli, Ivan Fedele, Giorgio Ferrari, Gabriele Ferro, Rocco Filippini, Joseph Fischhof. Mirella Freni, Daniele Gatti, Gianluigi Gelmetti, Bruno Giuranna, Lina Lama, Giacomo Manzoni, Carlo Marinelli, Gian Carlo Menotti, Ennio Morricone, Riccardo Muti, Magda Olivero, Marcello Panni, Antonio Pappano, Elisa Pegreffi, Sergio Perticaroli, Giorgio Pestelli, Franco Petracchi, Maurizio Pollini, Giuseppe Prencipe, Quirino Principe, Irma Ravinale, Franco Rossi, Salvatore Sciarrino, Renata Scotto, Franco Serpa, Angelo Stefanato, Luigi Ferdinando Tagliavini, Maria Tipo, Armando Trovajoli, Guido Turchi, Uto Ughi, Fabio Vacchi, Roman Vlad, Emilia Zanetti, Renato Zanettovich, Agostino Ziino.

### Membres honoraires de l'académie
Martha Argerich, Vladimir Ashkenazy, Daniel Barenboim, Pierre Boulez, Elliott Carter, Myung-Whun Chung, Aldo Ciccolini, Placido Domingo, Henri Dutilleux, Dietrich Fischer-Dieskau, Valery Gergiev, Philip Gossett, Hans Werner Henze, György Kurtág, Gustav Leonhardt, Friedrich Lippmann, Lorin Maazel, Peter Maxwell Davies, Zubin Mehta, Seiji Ozawa, Luis de Pablo, Arvo Pärt, Krzysztof Penderecki, Itzhak Perlman, Georges Prêtre, Wolfgang Sawallisch.

## Alumni
- Paolo Aralla
- Gaqo Çako
- Alfredo Costa
- Franco Donatoni
- Ferenc Farkas
- Jorgjia Filçe-Truja
- Salvatore Frega
- Beniamino Gigli
- Aristodemo Giorgini
- Aurelio Giorni
- Gaetano Giuffrè
- Giuseppe Greco
- Preng Jakova
- Ramiz Kovaçi
- Sylvia Kersenbaum
- Giorgio Magnanensi
- Hersi Matmuja
- Marco Misciagna
- Anna Moffo
- Bruno Nicolai
- Piero Niro
- Carlo Peroni
- Zoltán Peskó
- Erica Piccotti
- Franco Piersanti
- Sergei Rachmaninoff
- Diogenes Rivas
- Sonya Scarlet
- Victor Togni

## Sources et références
1. ↑  « Fischhof (Joseph) », dans François-Joseph Fétis, Biographie universelle des musiciens et bibliographie générale de la musique, t. 3, Paris, Leroux, 1867, 2e éd. (BNF 42986518, lire en ligne), p. 266-267

- (it) Cet article est partiellement ou en totalité issu de l’article de Wikipédia en italien intitulé « Accademia nazionale di Santa Cecilia » (voir la liste des auteurs).